# Бубакарі Сумаре
Бубакарі Сумаре (фр. Boubakary Soumaré, нар. 27 лютого 1999, Нуазі-ле-Сек) — французький футболіст сенегальського походження, півзахисник клубу «Лестер Сіті».

## Клубна кар'єра
Народився 27 лютого 1999 року в місті Нуазі-ле-Сек. Вихованець юнацьких команд футбольних клубів «Париж» та «Парі Сен-Жермен». З 2016 року виступав за дублюючу команду «Парі Сен-Жермен», в якій провів один сезон, взявши участь у 8 матчах чемпіонату.
12 липня 2017 року підписав свій перший професіональний контракт з «Ліллем» терміном на три роки, де спочатку теж грав за дубль, а 5 листопада 2017 року в матчі проти «Меца» він дебютував у Лізі 1, замінивши у другому таймі Фареса Балулі. Відіграв за команду з Лілля 84 матч у національному чемпіонаті.
Влітку 2021 року Бубакарі Сумаре став футболістом «Лестер Сіті». Станом на 5 січня 2022 року відіграв за цю команду 14 матчів у рамках чемпіонату Англії.

## Виступи за збірні
2014 року дебютував у складі юнацької збірної Франції, взяв участь у 20 іграх на юнацькому рівні. З командою до 19 років став півфіналістом юнацького чемпіонату Європи 2018 року.
2019 року з командою до 20 років поїхав на молодіжний чемпіонат світу.

## Статистика виступів

### Статистика клубних виступів
| Сезон             | Команда           | Чемпіонат         | Чемпіонат | Чемпіонат | Національний кубок | Національний кубок | Національний кубок | Континентальні кубки | Континентальні кубки | Континентальні кубки | Інші змагання | Інші змагання | Інші змагання | Усього | Усього |
| Сезон             | Команда           | Ліга              | Ігор      | Голів     | Ліга               | Ігор               | Голів              | Ліга                 | Ігор                 | Голів                | Ліга          | Ігор          | Голів         | Ігор   | Голів  |
| ----------------- | ----------------- | ----------------- | --------- | --------- | ------------------ | ------------------ | ------------------ | -------------------- | -------------------- | -------------------- | ------------- | ------------- | ------------- | ------ | ------ |
| 2017–18           | «Лілль»           | Л1                | 14        | 0         | КФ+КЛ              | 1+2                | 0                  | -                    | -                    | -                    | -             | -             | -             | 17     | 0      |
| 2018–19           | «Лілль»           | Л1                | 18        | 1         | КФ+КЛ              | 3+1                | 0                  | -                    | -                    | -                    | -             | -             | -             | 17     | 0      |
| 2019–20           | «Лілль»           | Л1                | 20        | 0         | КФ+КЛ              | 2+2                | 0                  | ЛЧ                   | 6                    | 0                    | -             | -             | -             | 30     | 0      |
| Усього за кар'єру | Усього за кар'єру | Усього за кар'єру | 52        | 1         |                    | 11                 | 0                  |                      | 6                    | 0                    |               | -             | -             | 69     | 1      |

## Титули і досягнення
- Чемпіон Франції (1):

«Лілль»:  2020-21
- Володар Суперкубка Англії (1):

«Лестер Сіті»: 2021